# Selección femenina de voleibol de Bielorrusia
La selección nacional de voleibol femenino de Bielorrusia ( Жаночая нацыянальная зборная каманда Беларусі па валейболе ) es un equipo que representa a Bielorrusia en competiciones internacionales de voleibol. El primer partido del combinado nacional se celebró el 24 de octubre de 1992.

## Historia

### 1992-1999: Por inercia
La selección de voleibol femenina de Bielorrusia se reunió por primera vez en 1992. Después de haber ganado con confianza el torneo clasificatorio para el Campeonato de Europa de 1993, el equipo nacional dirigido por Nikolai Poznyak ocupó el octavo lugar tras la etapa final disputada en la República Checa. El resultado se repitió dos años después en el Campeonato de Europa de 1995 en los Países Bajos, donde Bielorrusia obtuvo dos victorias de cinco posibles en la fase de grupos y dos derrotas en juegos por 5-8.
En 1997, el equipo nacional de Bielorrusia por tercera vez consecutiva se convirtió en un participante en el Campeonato de Europa, pero esta vez con un papel menos protagonista con una única victoria en el torneo sobre Bulgaria, el equipo compartió el último lugar con los rumanos. En diciembre del mismo año, comenzó el torneo clasificatorio del nuevo campeonato continental, en el que las chicas bielorrusas se desempeñaron desastrosamente: 10 derrotas con el mismo puntaje 0-3.
La base del equipo nacional de Bielorrusia en la etapa inicial de su existencia estaba compuesta por jugadoras que también eran conocidas por sus actuaciones para el "Comunal" de Minsk de la década de 1980: Irina Gorbatyuk , Irina Poleshchuk, Alla Teterina, así como Natalya Yanushkevich, Angela Krivorot, Liliya Kuchuk, Natalya Nikulina y Julia Gapanovich. La presencia regular del equipo nacional entre los 12 participantes del campeonato europeo es un logro importante, pero cuanto más tiempo pasó desde el colapso de la URSS, más difícil fue lograr nuevos logros "por inercia", confiando en las mismas jugadoras, la base establecida en los años soviéticos. Sin embargo, según la capitana del equipo nacional, Irina Poleshchuk, el equipo en la década de 1990 fue capaz de más:
Claramente no alcanzamos el nivel de los mejores equipos, aunque nuestro equipo de un internado deportivo en 1973 fue considerado el mejor de la Unión. Pero las competiciones juveniles son una cosa y los adultos son otra muy distinta ... Creo que, antes que nada, el equipo carecía de habilidades de entrenamiento. Nikolai Poznyak en este sentido es difícil de llamar un estándar. Después de él, quedaban muchos aforismos divertidos y, al mismo tiempo, la sensación de que nuestro equipo podría lograr éxitos más impresionantes en el ámbito internacional.

### 2000-2009: Una nueva generación
En el 2000, el equipo estaba encabezado por el entrenador Vladimir Nikolayevich Kozlov, quien llegaba de entrenar en Turquía. Comenzó un cambio gradual de generaciones, las exlíderes dieron paso al equipo nacional de la nueva generación de jugadores de voleibol bielorruso. En 2001, el equipo junior dirigido por Vladimir Kozlov (compuesto por jugadores no mayores de 1984) se convirtió en el medallista de bronce del Campeonato de Europa en la República Checa, y en 2002 los jugadores de este equipo formaron la columna vertebral del equipo juvenil, que logró un logro similar en el Campeonato de Europa celebrado en Zagreb en su categoría de edad.
En 2002, seis jugadoras del equipo juvenil -Marina Tumas, Elena Gurkova, Olga Palchevskaya, Anna Kalinovskaya, Elena Orlova y Yulia Andrushko- jugaron simultáneamente en la selección nacional principal, un año después se les sumaron Victoria Gurova, Alina Soroka y Elena Gendel. Durante este período, Bielorrusia, después de una exitosa campaña de clasificación para el Campeonato de Europa en 2001, estaba en el segundo nivel de voleibol europeo - División B.
En junio de 2002 y 2003, los barrios de Vladimir y Kozlov perdieron insultantemente la oportunidad de subir a la División A: los equipos nacionales bielorruso y belga anotaron el mismo número de puntos, pero debido al hecho de que en 2002 las amantes ganaron 3-0 en Vilvoor belga, y un año después, Baranavichy, los bielorrusos se vengaron con un puntaje menos convincente de 3-1, en la mejor proporción de las partes, el ganador del grupo fue Bélgica. La última vez que Irina Poleshchuk fue la capitana de la selección nacional, en la primavera de 2003, aceptó la ciudadanía francesa.
En junio de 2005, el equipo nacional de Bielorrusia también estuvo un poco corto de continuar la lucha por un boleto para la Copa del Mundo. El equipo solo debido a la peor proporción de juegos, tomó el último lugar en el grupo de la segunda ronda de clasificación en Atenas. Pero una semana después, en el torneo clasificatorio del Campeonato de Europa 2005, el equipo nacional se convirtió en el ganador del grupo en la división "B" y entró en los 16 mejores equipos del continente. Desde 2004, Oksana Kovalchuk ha sido la capitana del equipo bielorruso, además de que otras jugadoras experimentadas fueron invitadas al equipo (Svetlana Galkina y Anna Shevchenko de Brest "Carpet-maker", así como Natalya Nikulina e Irina Kononovich que jugaban en campeonatos extranjeros), pero la apuesta principal todavía estaba en la juventud que jugaba en el campeonato nacional de Minsk "Eslavo".
En el verano de 2006, el equipo nacional de Bielorrusia superó con éxito el torneo clasificatorio del Campeonato de Europa. Habiendo tomado el segundo lugar en el grupo, las bielorrusas en los juegos a tope en Mogilev y Maribor vencieron al equipo esloveno dos veces (3-0 y 3-2). En muchos aspectos, el éxito histórico (Bielorrusia se convirtió en participante en la etapa final del Campeonato de Europa 10 años después) se obtuvo a pesar de una serie de circunstancias desagradables, en particular, al negarse a hablar con la colocadora, Alina Butko-Soroka, y la opuesta, Yulia Andrushko (ambos pronto recibieron la ciudadanía rusa), y La crisis financiera en Slavyanka. Vladimir Kozlov resumió este resultado en la etapa de la vida del equipo:
Fui a la creación de este equipo durante casi 10 años, cuando recluté a las chicas de la sección. Seis de ellos, inmigrantes de la ahora perdida Slavyanka, llegaron al equipo nacional. Hace seis años fuimos al Campeonato Europeo Juvenil y hace cuatro años al Campeonato Junior. Y las dos veces ganaron medallas de bronce allí. Ya entonces establecimos un punto de referencia para nosotros mismos: cuando las chicas crezcan, ve con ellas al Campeonato de Europa para adultos. Y así sucedió: esa generación de medallistas, Lena Gurkova, Lena Handel, Marina Tumas, Vika Gurova y Olya Palchevskaya, de 23 años, calificaron para este torneo, y esta compañía fue complementada orgánicamente por Irina Lebedeva (Kononovich) y Oksana Kovalchuk.
En el torneo final del campeonato europeo , celebrado en Bélgica y Luxemburgo (el equipo bielorruso jugó sus partidos en Charleroi), los pupilos de Vladimir Kozlov sufrieron 3 derrotas en 3 partidos de la primera fase de grupos y completaron el torneo antes de lo previsto. En el primer juego con Azerbaiyán (0-3), debido a una lesión, la capitana del equipo nacional, Elena Gurkova, tuvo que abandonar la concentración. Tras ello, el equipo, nuevamente dirigido por Oksana Kovalchuk, perdió 1-3 ante Alemania e Italia.
En noviembre de 2007, el equipo bielorruso participó en el torneo preliminar de clasificación continental de los Juegos Olímpicos de 2008 en la ciudad de Gabrovo, pero fracasó, perdiendo sus posibilidades de continuar la lucha después de los partidos de apertura con los jugadores búlgaros y rumanos. Este fue el último torneo que las chicas bielorrusas celebraron bajo el liderazgo de Vladimir Kozlov. A finales de 2007, el sucesor del especialista de 65 años fue su asistente a largo plazo, entrenador de los equipos juveniles y juveniles Viktor Fedorovich Goncharov.
Bajo el liderazgo de Viktor Goncharov, el equipo nacional de Bielorrusia en 2008 superó con éxito la barrera de clasificación del Campeonato de Europa, y la ruta del torneo del equipo resultó ser la misma que hace dos años: segundo lugar en el grupo y victorias en juegos a tope con eslovenos (3-1 y 3-0). En mayo y julio de 2009, el equipo nacional participó en el torneo clasificatorio de la Copa del Mundo de 2010, pero no pudo ir más allá de la tercera ronda clasificatoria, perdiendo ante los equipos nacionales de Italia y la República Checa . Poco después, Viktor Goncharov fue reemplazado por Nikolai Vasilievich Karpol como seleccionador.

### 2009-2010: Karpol
Nikolai Karpol comenzó su cooperación con el equipo nacional en junio de 2009, cuando asumió el cargo de ayudante técnico del equipo, y en agosto, aproximadamente un mes antes del inicio del Campeonato de Europa en Polonia, el mentor de 71 años fue nombrado como seleccionador:
En primer lugar, quiero pagar la deuda con mi Bielorrusia natal. En segundo lugar, hay experiencia y un deseo de compartirla. Y en tercer lugar, la necesidad de entrenar. Todavía estoy interesado en ello.
En Bydgoszcz, donde los bielorrusos jugaron los partidos de la primera fase de grupos, el equipo estuvo en el centro de atención, gracias a la personalidad de su entrenador, pero, por desgracia, no jugó, después de las derrotas ante Bélgica, Rusia y Bulgaria, el equipo se fue a casa antes de lo previsto.
La campaña de clasificación del próximo Campeonato de Europa resultó ser un serio revés, cuyo epílogo fue el desempate con el equipo israelí dirigido por el famoso Ari Selinger. Curiosamente, en preparación para la ronda de clasificación para la EURO 2011, a principios de mayo de 2010, los equipos nacionales de Bielorrusia e Israel celebraron tres partidos amistosos en Netanya y Jerusalén, a los que Karpol voló sacrificando la competición con su club por el bronce del campeonato ruso entre su Uralochka y Krasnodar-Dynamo. En septiembre de 2010, después de un partido difícil en Minsk, en el que el equipo nacional de Bielorrusia obtuvo una victoria con un puntaje de 3-2, perdiendo 0-2 en total, los israelíes - 3-1 fueron más fuertes en el juego de regreso en Raanan. Se convirtieron en participantes en la etapa final del Campeonato de Europa por primera vez desde 1971.

### 2011-2014: El regreso de Goncharov
A finales de 2010, el equipo nacional deja de estar dirigido por Nikolai Karpol y vuelve a estar nuevamente encabezado por de Viktor Goncharov.
En 2011, el equipo bielorruso participó en la Liga Europea por primera vez y ocupó el séptimo lugar en este torneo. Si el grupo tenía una etapa preliminar de un líder incondicional, que era el equipo nacional turco , y un extraño externo: el equipo nacional croata, los bielorrusos conservaban las posibilidades de llegar a la Final Four solo si jugaban con éxito en los juegos con Rumania, pero no podían usarlos después de perder contra los rumanos. partido en casa. Sin embargo, después de haber perdido las posibilidades de abandonar el grupo, el equipo nacional de Bielorrusia demostró su potencial, ya que ganó el 26 de junio en Minsk. Una hermosa victoria sobre los favoritos, Turquía. Mientras tanto, la federación nacional decidió no llamar al equipo principal para el torneo de clasificación olímpica europea 2012.
En septiembre de 2012, el equipo nacional de Bielorrusia comenzó el torneo clasificatorio del Campeonato de Europa 2013 sin dos jugadoras clave: la atacante Oksana Kovalchuk, que se fue de licencia por maternidad, y la bloqueadora Elena Yurieva, que recibió la ciudadanía rusa. Después de haber sufrido dos derrotas en la segunda ronda contra el equipo nacional de Azerbaiyán, los bielorrusos se conformaron con el segundo lugar del grupo, lo que significaba participar en juegos a tope contra el equipo nacional eslovaco en junio de 2013. En ellos, el equipo de Viktor Goncharov no pudo evitar conectar a Victoria Gurovay la atacante Ekaterina Zakrevskaya, pero seis años después regresó al equipo nacional bloqueando a Anna Kalinovskaya. En el primer encuentro para llegar a la etapa final del Campeonato de Europa, el equipo bielorruso en Mogilev venció a los eslovacos por 3-0, y en el partido de vuelta en Poprad, en la víspera de los cuales 9 jugadoras del equipo contrario fueron hospitalizadas debido a una infección viral, fueron derrotados en cuatro juegos. En el set de oro, las bielorrusas, perdían por 8:12 y terminaron remontando el partido y consiguiendo una victoria - 16-14.
En septiembre de 2013, el equipo nacional de Bielorrusia se desempeñó por sexta vez en el torneo final del Campeonato de Europa. En la fase de grupos, las salas de Viktor Goncharov perdieron ante los equipos nacionales de Rusia y Croacia y prevalecieron sobre el equipo azerbaiyano, habiendo ganado la primera victoria desde 1997 en los torneos finales del Campeonato Europeo, lo que finalmente les permitió llegar a los playoffs. En el partido de las finales de 1/8, el equipo nacional de Bielorrusia con un puntaje de 0-3 perdió ante las mujeres turcas .

### 2015-2017: Camino a los cuartos de final del Euro
En enero de 2015, el seleccionador cambia el testigo y pasa a ser el Brest "Pribuzhie" Pyotr Khilko. Bajo su liderazgo, el equipo completó con exitoso torneo de clasificación del Campeonato de Europa, iniciado bajo Víctor Goncharov, habiendo obtenido un boleto para la final del campeonato continental de acuerdo con los resultados de los partidos a tope con el equipo ucraniano en Brest.
El equipo nacional de Bielorrusia ganó dos victorias en la fase de grupos del Campeonato de Europa (sobre croatas y búlgaros), lo que les permitió llegar a los playoffs. En el partido de las finales de 1/8 contra el equipo nacional polaco, los pupilos de Petr Hilko pudieron recuperarse del marcador 0-2 y llegaron a poner una diferencia de 10-7 en el quinto set, pero al final perdieron.
En abril de 2016, Pyotr Khilko renunció como seleccionador nacional debido a desacuerdos con la Federación Bielorrusa de Voleibol. Alexander Klimovich fue nombrado nuevo entrenador del equipo, y el especialista brasileño Angelo Vercesi se convirtió en su asistente. En junio de 2017, el equipo nacional de Bielorrusia jugó en la Liga Europea y estuvo cerca de llegar a semifinales por primera vez en la historia, pero una derrota por 0-3 en el partido final de la fase de grupos del equipo nacional de Finlandia en Minsk tachó esta oportunidad.
Ese verano, el actual equipo directivo de Bielorrusia, Angelo Verchezi, encabezó el Bursa BB turco, que se opuso a combinar los puestos del entrenador del club y el equipo nacional. Como resultado, el antiguo cuerpo técnico renunció y Peter Khilko regresó al liderazgo del equipo nacional en agosto de 2017.
En los Campeonatos de Europa en Azerbaiyán y Georgia, el equipo nacional de Bielorrusia por primera vez en todo el tiempo jugando en los campeonatos continentales alcanzó los cuartos de final y ocupó el séptimo lugar. En el camino hacia su mejor resultado, el equipo de Petr Hilko derrotó a Georgia, perdió ante Italia y ganó en dos partidos, durante los cuales perdieron 0-2, sobre Croacia y la República Checa, y la victoria sobre los checos en los playoffs fue facilitada por la sustitución. Transferir a la posición de la diagonal Anastasia Garelik en lugar del capitán Oksana Kovalchuk y entrar en la plataforma del jugador Nadezhda Smirnova (Molosay). En 1/4 de final, las bielorrusos en tres juegos perdieron ante el equipo que más tarde se proclamaría campeón: Serbia. El desempeño exitoso en la Eurocopa 2017 permitió al equipo bielorruso clasificarse para el próximo Campeonato de Europa sin una selección adicional.

## Historial

### Juegos Olímpicos
- 1964-2016: No clasificada

### Campeonato del Mundo
- 1952-2018: No clasificada

### Campeonato de Europa
- 1948-1991: No participó
- 1993: 8º puesto
- 1995: 8º puesto
- 1997: 11º puesto
- 1999-2005: No clasificada
- 2007: 16º puesto
- 2009: 14º puesto
- 2011: No clasificada
- 2013: 12º puesto
- 2015: 9º puesto
- 2017: 7º puesto
- 2019: 22º puesto

### Liga Europea
- 2011: 7º puesto
- 2016: 7º puesto
- 2017: 6º puesto
- 2018: 6º puesto
- 2019: Medalla de Bronce